# Чан Хьок
Чан Хьок (кор. 장혁) — південнокорейський актор.

## Біографія
Чан Йонг Джун народився 20 грудня 1976 року в місті Пусан що знаходиться на півдні Республіки Корея. Перед початком акторської кар'єри взяв сценічне ім'я Чан Хьок. Дебютною для нього стала невелика роль у серіалі «Модель» 1997 року, у наступні роки зіграв ще декілька другорядних ролей у серіалах та фільмах. Першою головною роллю для актора стала роль у фільмі про бойові мистецтва «Вулканічний удар», потім була головна роль у популярному серіалі «Історія успіху яскравої дівчини». Вдало зіграні ролі в яких принесли актору перші нагороди.
У 2004 році Чан Хьок разом з ще двома акторами спробував ухилиться від обов'язкової у Південні Кореї служби в армії, але коли у зв'язку з цим розгорівся скандал, актор вибачився перед своїми фанатами та пішов в армію. Першою після повернення з військової служби стала головна роль у романтичному телесеріалі «Дякую», в якому він зіграв зарозумілого лікаря який змінюється після зустрічі з матір'ю одиначкою яка виховує ВІЛ-позитивну доньку. Вдало зіграна роль допомогла актору залишити позаду негативні наслідки скандалу з ухилянням від армії.
Проривною в акторській кар'єрі Чан Хьока стала головна роль в історичному серіалі «Мисливці на рабів», який став одним з найпопулярніших серіалів в Кореї у 2010 році. Роль у цьому серіалі принесла актору численні нагороди та визнання. Пізніше Чан Хьок отримав ще декілька головних ролей у популярних серіалах, як то «Дерево з глибоким корінням», «Доля кохати тебе» та «Купець: Кекджу 2015». Також актор неодноразово знімався у китайських фільмах та телесеріалах.

## Особисте життя
У 2008 році актор одружився з дівчиною з якою зустрічався з 2002 року. Подружжя виховує двох синів та доньку.

## Фільмографія

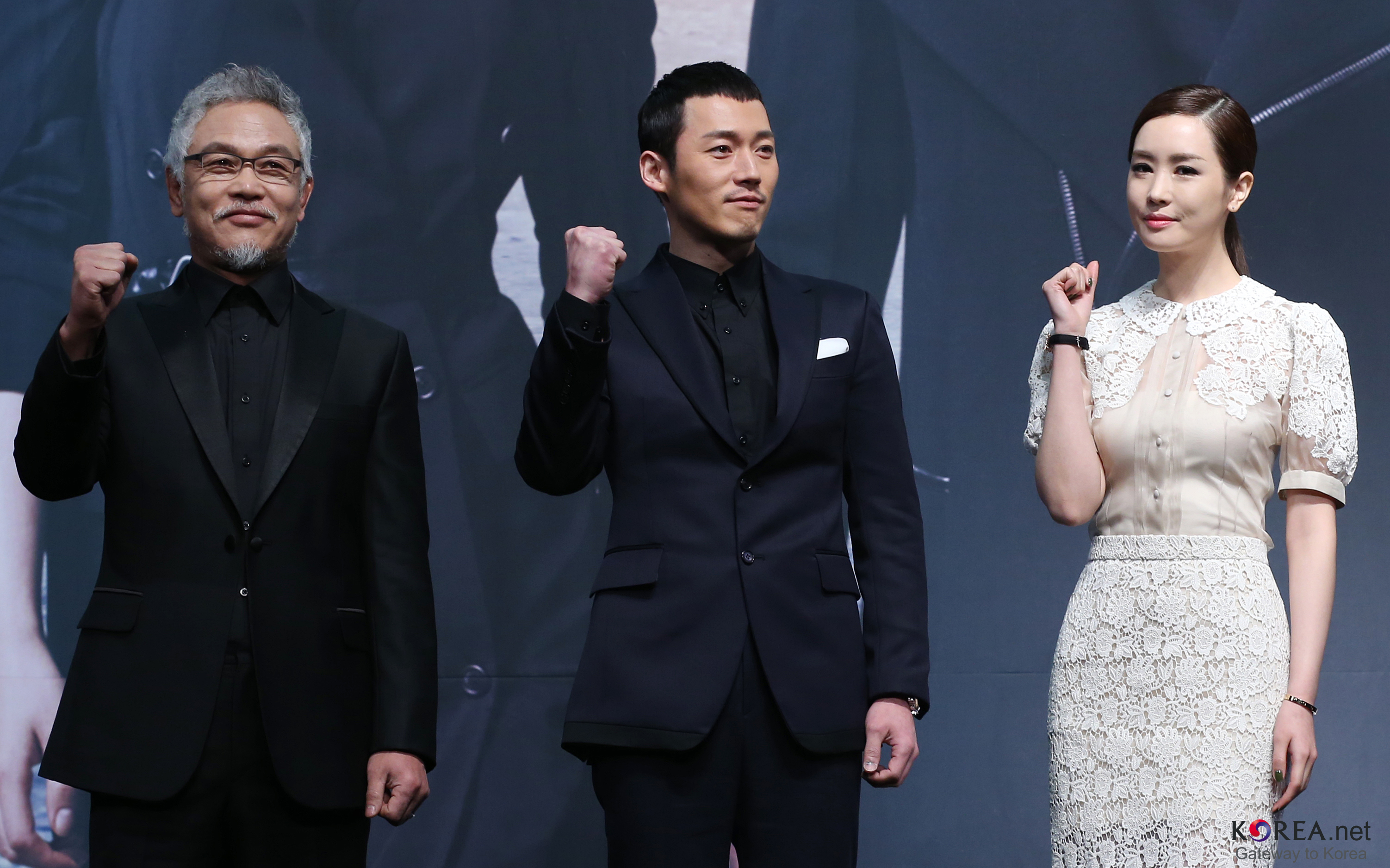
Чан Хьок разом з колегами по серіалу «Айріс ІІ»

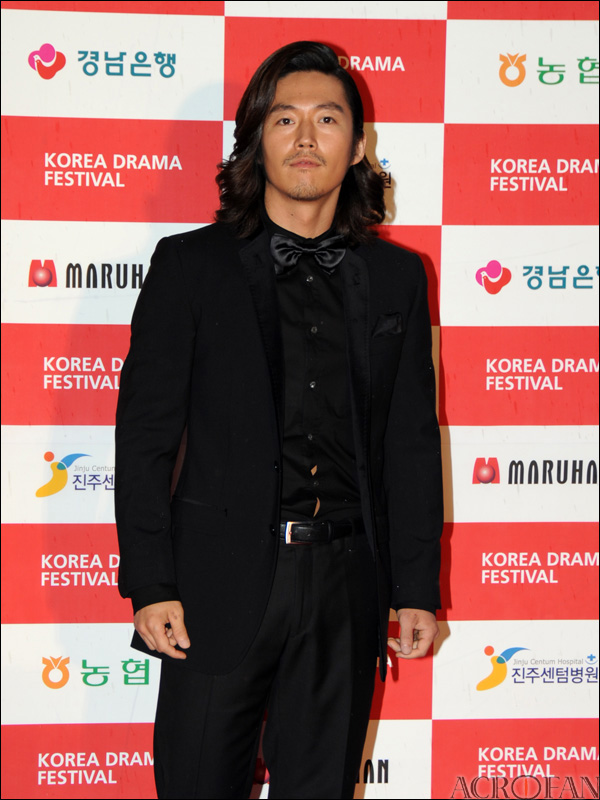
Чан Хьок у 2010 році

### Телевізійні серіали
| Рік  | Назва                                | Роль                                 | Мережа        |
| ---- | ------------------------------------ | ------------------------------------ | ------------- |
| 1997 | «Модель»                             | Джунхо                               | SBS           |
| 1999 | «Школа»                              | Кан Вухьок                           | KBS2          |
| 1999 | «У сонячне світло»                   | Хан Мьонха                           | MBC           |
| 2000 | «Земля Ван Рана»                     | Бонпіль                              | SBS           |
| 2002 | «Історія успіху яскравої дівчини»    | Хан Джіте                            | SBS           |
| 2002 | «Велика Амбіція»                     | Пак Чейон                            | SBS           |
| 2007 | «Дякую»                              | Мін Гісо                             | MBC           |
| 2008 | «Грабіжник»                          | Квон Оджун                           | SBS           |
| 2008 | «Непристойна дівчина»                | зірка Халлю Ча Хьок (Камео, 1 серія) | TBS           |
| 2008 | «Тазза»                              | Кім Гоні                             | SBS           |
| 2010 | «Мисливці на рабів»                  | Лі Дегіль                            | KBS2          |
| 2010 | «Закохатися в красу»                 | Чен Їпо                              | ZJSTV         |
| 2011 | «Мідас»                              | Kim Do-hyun                          | SBS           |
| 2011 | «Дерево з глибоким корінням»         | Кан Чеюн / Ддольбок                  | SBS           |
| 2013 | «Айріс II: Нове покоління»           | Чон Югьон                            | KBS2          |
| 2014 | «Доля кохати тебе»                   | Лі Ган                               | MBC           |
| 2014 | «Старе прощання» (фестивальна драма) | Кан Сухьок                           | MBC           |
| 2014 | «Любовні клітини»                    | сусід (Камео)                        | Naver TV Cast |
| 2015 | «Блиск або божевілля»                | Ван Со                               | MBC           |
| 2015 | «Продюсери»                          | Чан Хьонсон (Камео, 3 серія)         | KBS2          |
| 2015 | «Купець: Кекджу 2015»                | Чон Бон Сам                          | KBS2          |
| 2016 | «Блискучий розум»                    | Лі Йон О                             | KBS2          |
| 2017 | «Голос»                              | Му Джин Хьок                         | OCN           |
| 2017 | «Топ хіт»                            | (Камео, 2 серія)                     | KBS2          |
| 2017 | «Квітка»                             | Кан Пільджу / Чан Инчхон             | MBC           |
| 2018 | «Вок кохання»                        | Ду Чхіль Сон                         | SBS           |
| 2018 | «Поганий тато»                       | Ю Чі Чхоль                           | MBC           |
| 2019 | «Коронований клоун»                  | батько Ї Хьона (камео, 1 серія)      | tvN           |
| 2019 | «Моя країна: Новий час»              | Лі Банвон                            | JTBC          |
| 2020 | «Скажи мені що ти бачив»             | О Хьон Чже                           | OCN           |
| 2022 | «Червоне серце»                      | Пак Ге Вон                           | KBS2          |

### Фільми
| Рік  | Назва                                       | Роль             |
| ---- | ------------------------------------------- | ---------------- |
| 1998 | «Ззанг»                                     | Ім Себін         |
| 2001 | «Вулканічний удар»                          | Кім Кьонсу       |
| 2002 | «Сок джунглей»                              | Кіте             |
| 2002 | «Громадський туалет» (китайський фільм)     | Кім Сонбак       |
| 2003 | «Будь ласка, навчіть мене англійської мови» | Пак Мунсу        |
| 2004 | «Порив вітру»                               | Ко Мьонгву       |
| 2004 | «Щоденник С»                                | Ім Чан (Камео)   |
| 2008 | «Танок дракона»                             | Квон Тесан       |
| 2009 | «П'ять відчуттів Еросу»                     | Чан Мінсу        |
| 2009 | «Кролик та ящірка»                          | Инсоль           |
| 2009 | «У пошуках слона»                           | Хьонву           |
| 2011 | «Клієнт»                                    | Хан Чхульмін     |
| 2013 | «Грип»                                      | Кан Чігу         |
| 2014 | «Невинна справа»                            | Кім Чункі        |
| 2015 | «Імперія пристрасті»                        | принц Лі Бан Вон |
| 2016 | «Всередині або зовні»                       | Вугом            |
| 2017 | «Тому що я кохаю тебе»                      | гадалка (Камео)  |
| 2017 | «Звичайна людина»                           | Чхве Гю Нам      |
| 2020 | «Мечник»                                    | Те Юль           |
| 2021 | «Річкова могила»                            | Лі Мін Сок       |

## Нагороди
| Рік  | Нагорода                                         | Категорія                                                      | Робота                                             | Результат | Прим.  |
| ---- | ------------------------------------------------ | -------------------------------------------------------------- | -------------------------------------------------- | --------- | ------ |
| 2000 | Премія SBS драма                                 | Кращий новий актор                                             | «Земля Ван Рана»                                   | Перемога  |        |
| 2002 | Премія SBS драма                                 | Нагорода за високу майстерність (актор спеціальних драм)       | «Велика амбіція»                                   | Номінація |        |
| 2002 | Премія SBS драма                                 | Нагорода за високу майстерність (актор мінісеріалу)            | «Історія успіху яскравої дівчини»                  | Номінація |        |
| 2002 | Премія SBS драма                                 | Нагорода за високу майстерність (актор)                        | «Історія успіху яскравої дівчини» «Велика амбіція» | Перемога  |        |
| 2002 | Премія SBS драма                                 | Топ-10 зірок                                                   | «Історія успіху яскравої дівчини» «Велика амбіція» | Перемога  |        |
| 2007 | Премія MBC драма                                 | Нагорода за високу майстерність (актор)                        | «Дякую»                                            | Номінація | [ 7 ]  |
| 2007 | Премія MBC драма                                 | Золотий актор                                                  | «Дякую»                                            | Перемога  | [ 7 ]  |
| 2008 | 3-й Азійський фестиваль моделей                  | Популярна зірка BBF                                            |                                                    | Перемога  |        |
| 2008 | 2-й Міжнародний кінофестиваль західного Голівуда | Кращий актор                                                   | «Танок дракона»                                    | Перемога  |        |
| 2008 | Премія SBS драма                                 | Нагорода за високу майстерність (актор спеціальних драм)       | «Тазза»                                            | Перемога  |        |
| 2008 | Премія SBS драма                                 | Топ-10 зірок                                                   | «Тазза»                                            | Перемога  |        |
| 2010 | 46-а Премія Пексан                               | Кращий актор телебачення                                       | «Мисливці на рабів»                                | Номінація |        |
| 2010 | 5-а Сеульська міжнародна премія драми            | Видатний Корейський актор                                      | «Мисливці на рабів»                                | Перемога  | [ 8 ]  |
| 2010 | 3-я Премія Корейської драми                      | Кращий актор                                                   | «Мисливці на рабів»                                | Перемога  | [ 9 ]  |
| 2010 | 17-та Культурна премія Хан Іль                   | Нагорода за акторську гру, (категорія Культурна дипломатія)    |                                                    | Перемога  |        |
| 2010 | 2-а Ювелірна премія                              | Нагорода Рубі                                                  |                                                    | Перемога  |        |
| 2010 | 5-а Премія-А                                     | Нагорода за пристрасть                                         |                                                    | Перемога  |        |
| 2010 | 23-тя Премія Grimae                              | Кращий актор                                                   | «Мисливці на рабів»                                | Перемога  |        |
| 2010 | Премія KBS драма                                 | Головний приз (Daesang)                                        | «Мисливці на рабів»                                | Перемога  |        |
| 2010 | Премія KBS драма                                 | Нагорода за високу майстерність (актор)                        | «Мисливці на рабів»                                | Номінація |        |
| 2010 | Премія KBS драма                                 | Краща пара разом з Лі Да Хе                                    | «Мисливці на рабів»                                | Перемога  |        |
| 2011 | Міжнародна Премія Еммі                           | Кращий актор                                                   | «Мисливці на рабів»                                | Номінація |        |
| 2011 | 23-я Премія Korea PD                             | Кращий виконавець (категорія актор телебачення)                | «Мисливці на рабів»                                | Перемога  |        |
| 2011 | Премія SBS драма                                 | Нагорода за високу майстерність (актор спеціальних драм)       | «Мідас» «Дерево з глибоким корінням»               | Перемога  | [ 10 ] |
| 2011 | Премія SBS драма                                 | Топ-10 зірок                                                   | «Мідас» «Дерево з глибоким корінням»               | Перемога  | [ 10 ] |
| 2012 | 46-й День платника податків                      | Президентська премія                                           |                                                    | Перемога  |        |
| 2013 | Премія розваг MBC                                | Нагорода за популярність у варьете шоу                         | «Справжні чоловіки»                                | Перемога  |        |
| 2013 | Премія KBS драма                                 | Нагорода за високу майстерність (актор середньотривалої драми) | «Айріс ІІ: Нове покоління»                         | Номінація | [ 11 ] |
| 2013 | Премія KBS драма                                 | Нагорода за високу майстерність (актор)                        | «Айріс ІІ: Нове покоління»                         | Номінація | [ 11 ] |
| 2014 | 3-я Зіркова премія APAN                          | Нагорода за високу майстерність (актор мінісеріалу)            | «Доля кохати тебе»                                 | Номінація |        |
| 2014 | 7-а Премія Herald Donga Lifestyle                | Краще вбрання року                                             |                                                    | Перемога  | [ 12 ] |
| 2014 | Премія MBC драма                                 | Нагорода за високу майстерність (актор мінісеріалу)            | «Доля кохати тебе»                                 | Перемога  |        |
| 2014 | Премія MBC драма                                 | Краща пара разом з Чан На Ра                                   | «Доля кохати тебе»                                 | Перемога  |        |
| 2014 | Премія MBC драма                                 | Кращий актор короткої драми                                    | «Старе прощання»                                   | Номінація |        |
| 2015 | 4-а Зіркова премія APAN                          | Нагорода за високу майстерність (актор телесеріалу)            | «Блиск або божевілля» «Купець Кекджу (2015)»       | Номінація |        |
| 2015 | Премія MBC драма                                 | Нагорода за високу майстерність (актор спеціальних драм)       | «Блиск або божевілля»                              | Номінація |        |
| 2015 | 29-та Премія KBS драма                           | Краща пара разом з Хан Че А                                    | «Купець: Кекджу 2015»                              | Перемога  | [ 13 ] |
| 2015 | 29-та Премія KBS драма                           | Нагорода за високу майстерність (актор середньотривалої драми) | «Купець: Кекджу 2015»                              | Перемога  | [ 13 ] |
| 2015 | 29-та Премія KBS драма                           | Нагорода за високу майстерність (актор)                        | «Купець: Кекджу 2015»                              | Номінація | [ 13 ] |
| 2016 | 30-а Премія KBS драма                            | Нагорода за високу майстерність (актор мінісеріалу)            | «Блискучий розум»                                  | Номінація |        |
| 2017 | 2017 Korean Film Shining Star Awards             | Зірка драми                                                    | «Голос»                                            | Перемога  | [ 14 ] |
| 2017 | Премія MBC драма                                 | Головний приз (Daesang)                                        | «Квітка»                                           | Номінація |        |
| 2017 | Премія MBC драма                                 | Нагорода за високу майстерність (актор серіалу вихідного дня)  | «Квітка»                                           | Перемога  |        |
| 2017 | Премія MBC драма                                 | Нагорода за популярність (актор)                               | «Квітка»                                           | Номінація |        |
| 2018 | 54-та Премія Пексан                              | Кращий актор телебачення                                       | «Квітка»                                           | Номінація | [ 15 ] |
| 2018 | 54-та Премія Пексан                              | Найпопулярніший актор                                          | «Квітка»                                           | Номінація | [ 15 ] |
| 2018 | 6 Зіркова премія APAN                            | Нагорода за високу майстерність (актор телесеріалу)            | «Квітка»                                           | Номінація | [ 16 ] |
| 2018 | 31-а Премія Grimae                               | Кращий актор                                                   | «Поганий тато»                                     | Перемога  | [ 17 ] |